# John Denney
John Denney (ur. 1960 w Duluth) – amerykański skoczek narciarski. Najlepsze wyniki w Pucharze Świata osiągnął w sezonie 1982/1983, kiedy zajął 50. miejsce w klasyfikacji generalnej. Brat Jima i Jeffa Deneya.

## Przebieg kariery
W 1975 Shirley Finberg-Sullivan zaproponowała Denney'om trening w postaci baletu, ponieważ rzeźbi on mięśnie. Uprawiali więc go regularnie. W 1984 ukończył University of Minnesota w Duluth.
W 26. Turnieju Czterech Skoczni, gdzie wystartował wraz z braćmi Jeffem i Jimem, zajął 63. miejsce w klasyfikacji generalnej.
W 1979 został mistrzem USA juniorów.
Nigdy nie brał udziału w mistrzostwach świata lub igrzyskach olimpijskich.

## Puchar Świata w skokach narciarskich

### Miejsca w klasyfikacji generalnej
- sezon 1980/1981: 60.
- sezon 1981/1982: 54.
- sezon 1982/1983: 50.